# 邱義仁
邱義仁（1950年5月9日—），中華民國政治人物，生於臺南市，民主進步黨創黨人物之一，現任陽明山天籟大飯店董事長、新境界文教基金會副董事長、總統府資政，與吳乃仁、林濁水、洪奇昌合稱「新潮流系四大天王」。其為人精於謀略策劃，是民進黨過去社會運動和選舉的軍師型人物，曾任民主進步黨秘書長、行政院秘書長、總統府秘書長、國家安全會議秘書長、行政院副院長、台灣日本關係協會會長等職務，也因為擔任過府院黨四大秘書長而有「永遠的秘書長」之稱，在行政院副院長任內捲入巴紐外交公款侵吞案而辭職。

## 生平
邱義仁在學生時代就與吳乃仁結為好友，就讀臺灣省立臺南第一中學時，因閱讀《文星》雜誌等黨外運動刊物，對政治開始感興趣。就讀國立臺灣大學期間，愛好摇滚乐，喜愛閱讀存在主义等哲學書籍。1972年，於台大哲學系畢業時，因為爆發臺大哲學系事件，哲學所停招，邱義仁改為考取台大政治學研究所。
1973年，台灣首次開放增額立委補選，陳菊至國立臺灣大學招募數名學生，至宜蘭縣幫黨外候選人郭雨新助選，邱義仁從此投入黨外運動。在幫郭雨新助選時，邱義仁曾與吳乃仁到臺北縣瑞芳鎮監票，卻發生郭雨新廢票達三萬張、而中國國民黨的林榮三得票卻都算有效票的事件。當邱義仁為此向投票所主任質疑時，卻遭到駐場的警察當場賞了一巴掌，造成邱對政治看法上的衝擊。1977年，經張俊宏邀請，邱義仁休學，擔任臺灣省議員張俊宏、林義雄的聯合助理。
1978年，邱義仁至美国芝加哥大学攻讀政治學碩士。1979年，美麗島事件爆發。邱義仁在此時潛心研讀中國共產黨歷史，開始主張台灣需要有組織的反对党，才能夠推動民主化運動。1981年，邱義仁取得碩士學位後，原擬繼續進修博士，但因為經濟因素，決定中止博士班學業，回到台灣。後加入許榮淑創辦的《深耕》雜誌，並推動成立「黨外編輯作家聯誼會」。1983年，邱義仁發動「批康運動」，對康寧祥的議會運動路線提出批判，主張與國民黨劃清界線。
1984年，邱義仁與吳乃仁等人一同創辦《新潮流》雜誌，積極吸收成員，主張以組織化行動，成立反對黨，以加強民主化的力量。1986年，民主進步黨成立，邱義仁為創黨黨員之一。
1990年代，邱義仁曾長期擔任民進黨秘書長，與吳乃仁等人共同將民進黨由傳統的街頭抗議路線轉型為議會競選路線。在邱義仁籌劃下，民進黨在議會中的席次逐漸增加，由地方勢力進而成為立法院的主要反對黨；其所屬的新潮流系，也成為民進黨的重要派系。
1989年，邱義仁反對民進黨美麗島系大老張俊宏訪問中国大陆，指責張俊宏訪問中國大陸是「出賣台灣」；但1998年7月，時任民進黨秘書長的邱義仁應厦门大学台灣研究所（廈門大學台灣研究院前身）邀請參加研討會，返回臺灣後公開表示，「民進黨是選舉黨，選票就是答案，再現實不過」，所以在海峽兩岸關係問題上「民進黨強扮黑臉是誤國誤民」。1998年8月1日，在邱義仁到民進黨中央黨部參加新舊主席交接典禮時，建國廣場開宣傳車到現場向邱義仁與主張大膽西進的前主席許信良表示抗議，抗議布條上寫著「賀邱義仁去中國沒死」九字。
1999年1月3日，民間全民電視公司舉辦「跨世紀國家走向系列辯論會」，沈富雄與郭正亮說修正台獨黨綱是民進黨誠實面對自己的作法，林濁水與邱義仁反對修改台獨黨綱。
2000年總統選舉中，邱義仁成功使陳水扁當選總統，民進黨首度執政；2004年總統選舉中，再度規劃選戰，使陳水扁順利連任。在陳水扁政府期間，曾出任行政院秘書長、國家安全會議秘書長等職務。2007年2月6日被任命為總統府秘書長；5月14日被任命為行政院副院長。
2000年，陳水扁與邱義仁下令時任行政院大陸委員會主任委員蔡英文全力阻止民進黨天王兼高雄市市長謝長廷進行台海兩岸城市交流。
2004年4月13日，民進黨「立委輔選策略小組」第一次會議，邱義仁說，2004年立法委員選舉，民進黨要延續2004年總統大選「割喉」策略，「割到斷為止」；此言引發國親聯盟反彈，選舉結果民進黨慘敗，邱義仁自此以「割喉邱」著稱。
2008年間，邱義仁被指控涉入巴紐外交公款侵吞案，5月5日辭去行政院副院長一職，聲明退出民主進步黨與政壇。5月6日請辭獲准，外交部部長黃志芳、國防部副部長柯承亨也同步跟進請辭獲准。在回到民間後，又因安亞專案、鐽震案等指控，遭受長期的司法調查。其至高雄市內門區務農，檯面上遠離政治圈。
2012年總統選舉過後，蔡英文辭去民進黨主席，邱義仁主張民進黨應該發展「不叫台獨的台獨」。所涉案件法院陸續判決無罪後，邱義仁至日本京都产业大学及北海道大學擔任訪問學者，時間約一年半。2014年蔡英文回任民進黨主席後，邱義仁以顧問身份提供意見。
2014年8月27日，《新台灣新聞周刊》發行人詹錫奎（老包）說，2005年2月陳水扁與邱義仁搞出陳水扁與親民黨主席宋楚瑜的「扁宋會」，「堂堂國家元首竟與自己國家的小黨主席簽『條約』，煞有介事，好像在與外國元首簽備忘錄；事後我去向扁質疑他踐踏國家名位，他只好坦承是邱『同意』他做的」。詹錫奎還說，陳水扁與邱義仁被權力沖昏頭時，不知天高地厚，與時任美國在台協會台北辦事處處長包道格交惡為敵，種下日後陳水扁被天羅地網的艾格蒙聯盟包圍及揭發鉅款匯海外業障，陳水扁身敗名裂，而且「每逢總統大選，包道格必運用影響力打擊綠營」；初始他曾試圖提醒陳水扁，替邱義仁修補與包道格的關係；陳水扁卻只聽信邱義仁之語，對包道格表示不屑，說包道格是親中的「紅軍」。

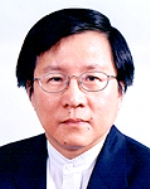
時任行政院副院長的邱義仁官方照

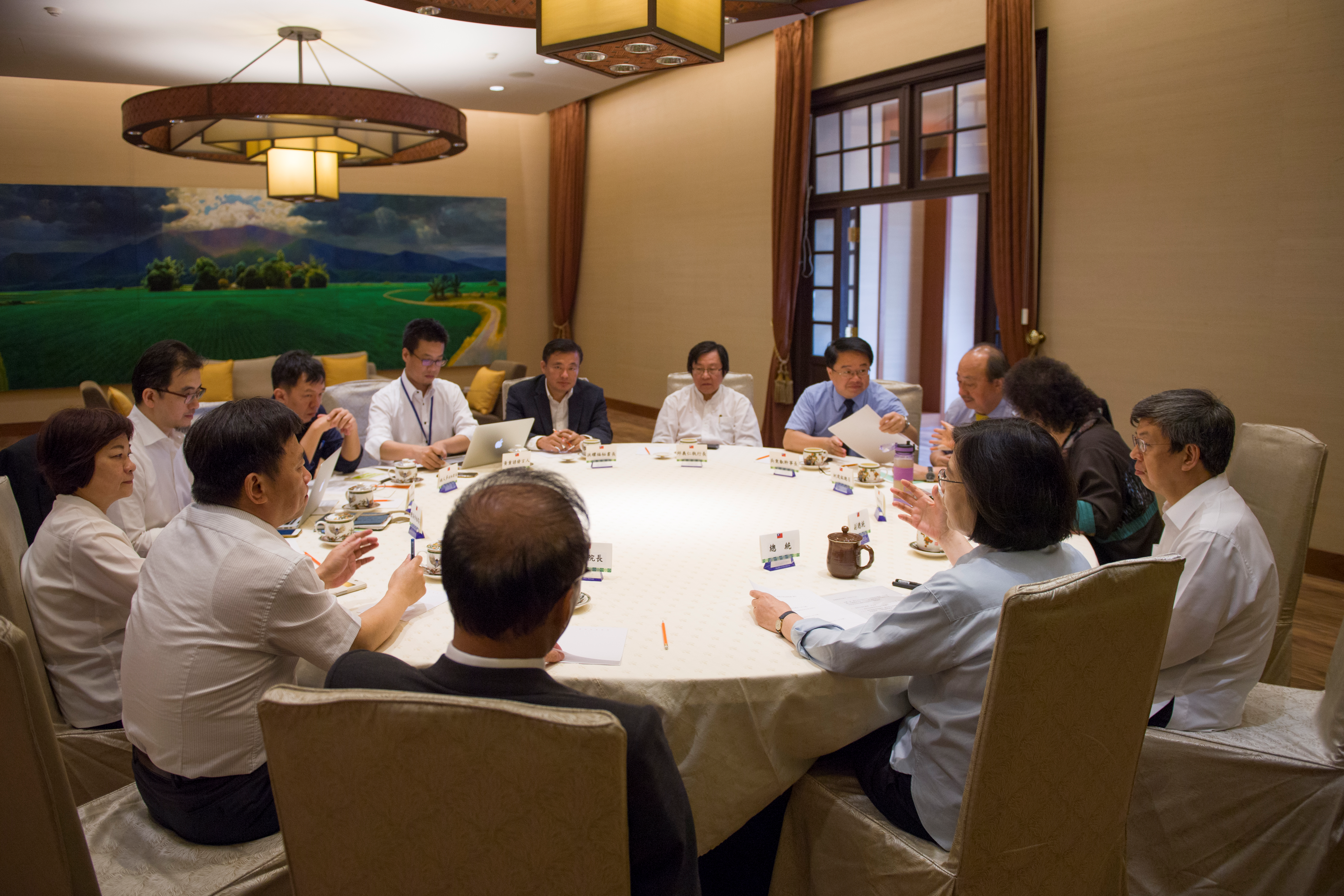
蔡英文召開首次「執政決策協調會議」，成員納入邱義仁

2016年總統選舉，蔡英文成為總統，民進黨也首度成為立法院第一大黨。2016年5月27日，邱義仁出任亞東關係協會會長；10月3日，蔡英文召開首次「執政決策協調會議」，成員納入邱義仁；同月4日，前總統府副秘書長羅智強批評，邱義仁是陳水扁政府時代倡議「割喉割到斷」的人，蔡英文重用邱義仁，可能代表未來政黨衝突將展開割喉大戰。2018年3月29日，前考試委員張正修披露，邱義仁被認為已經離開新潮流系，但蔡英文要與新潮流系溝通「主要是透過邱義仁」；5月24日，前民進黨中央黨部公共政策研究中心幹事蔡百銓披露，台灣獨立運動人士林樹枝於2017年初對他說，蔡英文對邱義仁言聽計從，邱義仁才是真正實力人物。2018年11月9日，前民進黨桃園縣議員梁新武表示，2018年九合一選舉，民進黨真正「出鬼點子」的人還是邱義仁。
2022年5月27日，正式卸任台灣日本關係協會會長，同年11月，被蔡英文獲聘為總統府資政。
2023年，出任民進黨總統候選人賴清德競選總部決策委員會召集人。
2024年8月1日，賴清德當選總統後，再度被獲聘為總統府資政。

## 荣誉

### 中华民国勋章奖章
- 二等景星勳章（2002年2月4日于臺北總統府颁授[18]）
- 一等景星勳章（2004年5月19日于臺北總統府颁授[19]）

### 外国勋章奖章
- 旭日重光章（日本，2023年4月29日公布[20]）

## 爭議事件

### 施壓撤專欄
2011年6月16日，前《自由時報》專欄作家、《新台灣新聞周刊》發行人詹錫奎（老包）說，他在1987年進入《自由時報》寫「老包專欄」；但1992年初，《自由時報》毫無預警、也未說明理由撤下「老包專欄」並強制接管他的版面，導致他離職；1995年，他才被他的朋友告知，「老包專欄」被撤當天，時任民進黨副秘書長的邱義仁帶著民進黨秘書長陳師孟與民進黨主席許信良去和《自由時報》社長密室協商，當天晚上《自由時報》社長即促成此事，雖然《自由時報》社長一直對他說會幫他升官加薪、只要他不寫專欄就好，但他依然離職；「老包專欄」被撤兩星期後，由於讀者群情激憤、不斷抗議，《自由時報》打電話請他回去寫專欄，但他拒絕。詹錫奎說，他轉而在《自立晚報》開專欄一個月後，他在該專欄揭發許信良「帶人去買票」，民進黨支持者因而齊向許信良抗議，逼迫「許邱集團」（許信良與邱義仁）改變遊戲規則、許信良公開向支持者道歉。

### 三一九槍擊事件
三一九槍擊事件發生時，各界消息不明，當時邱義仁曾出來召開記者會。在記者會上，記者問邱義仁「總統既然中彈，他是步行進醫院的嗎」，邱義仁露出笑意並回答：「可能嗎？」面對當時記者提問「總統身上有沒有子彈」時，邱義仁表示「有」。事後證實是彈頭沒有在陳水扁的身體內取出，而是在身上衣物內找到。另外，邱義仁於當晚宣佈啟動「國安機制」，在法律上沒有明確授權。
泛藍陣營以這幾點，強烈質疑邱義仁透過國家公權力干預選舉，並做出很多陰謀論的揣測。
連戰陣營提出的選舉無效訴訟，後被法院判決敗訴。

### 巴紐外交款項案
新加坡法院調查結果，黃志芳與邱義仁等人在巴紐外交公款侵吞案中均未涉及收賄或有經費流入其帳戶；但巴紐案使民進黨聲望受到打擊。

### 安亞專案外交款項案
2008年10月31日，邱義仁因涉嫌《貪污治罪條例》「利用職務詐取財物罪」，遭到羈押禁見。最高法院檢察署特別偵查組調查發現，邱義仁疑似在2004年擔任國家安全會議秘書長期間執行機密外交工作「安亞專案」，在執行完畢後仍向外交部表示，為了繼續該專案，請求核撥五十萬美元；外交部因此撥付五十萬美元旅行支票，事後有部分支票在海外賭場兌現。
監察院調查後，彈劾邱義仁逾越權限指示黃志芳辦理中華民國與巴布亞紐幾內亞共和國建交事宜，嚴重斲傷政府形象，違失情節重大，於2009年8月17日發佈：經公務員懲戒委員會議決，「邱義仁、黃志芳均撤職，並各停止任用貳年。」
但包括前民進黨立委林濁水在內的許多泛綠人士都認為此案很可能非貪污，檢調單位調查有問題，並要求法官公正判決。
2011年8月30日，臺北地方法院宣判安亞專案外交機密款一案，邱義仁、前外交部次長高英茂均無罪。法官於判決書指出：
1. 旅行支票上所兌現的日期，邱義仁未出國。
2. 前國安會副秘書長柯承亨確實於支票兌現日期出境，且對方經手者、中間聯繫人均有在收據上簽名，認定支票確實已交由收受人，未被侵占詐領。
3. 邱義仁並非外交部人員、高英茂也非外交部的業務單位，查無證據能證明邱高二人故意違反《外交部機密經費審核及未送審憑證保管作業注意事項》，難認定邱高二人有施以詐術領取款項的犯行。[26]。

2012年6月，高等法院再審理認定，台灣加入世界贸易组织後，希望秘書長蘇帕清協助中華民國排除中國藉機矮化台灣，該外交款項確實運用在中華民國為確保參與國際組織時名稱不遭矮化，屬公款公用，無貪污事證，仍判兩人無罪。邱義仁辯護律師高涌誠痛批，高院再判無罪，凸顯特偵組的起訴草率，將在本案無罪定讞後，針對邱義仁遭羈押部分，提出刑事補償聲請。

### 鐽震案報告文件洩密案
在偵辦「安亞專案」機密款案件時，特偵組搜查邱義仁住處，發現鐽震案報告文件。當時邱義仁回簽，是在2008年卸任後，由國防部部長蔡明憲在住處交付。2014年8月，高檢署認定蔡明憲把國防部的軍事機密文件交給已卸任的邱義仁，依違反《國家機密保護法》起訴蔡明憲與邱義仁。蔡明憲在法庭上表示，在邱義仁卸任前，鐽震案報告就已經提出，依規定提交給行政院正、副院長以及立法院院長，邱義仁當時仍擔任行政院副院長，非在卸任後才交付。2015年8月，高等法院法官認為邱義仁當時記錯了，判決兩人無罪。高檢署上訴後，2015年11月，最高法院駁回上訴，無罪定讞。

### 王立強案
2020年1月9日，國民黨義務副秘書長蔡正元與大陸商人孫天群指稱，指使王立強炮製共諜案的是邱義仁。對此，民進黨立委管碧玲與莊瑞雄召開記者會反駁，轉述邱義仁的話「這輩子沒有去過澳洲」。

### 稱台灣不會推動獨立，「除非瘋了」
2020年10月12日，邱義仁在美國乔治城大学視訊會議中說，台灣人民對兩岸關係的務實，不會選出瘋子領導人，「台灣任何務實的政治人物，除非瘋了，都不會推台獨」，「哪怕如陳水扁，最後也會踩煞車」。10月15日，民進黨國際事務部主任羅致政說明，邱義仁的說法沒有違背蔡英文一貫的立場、也與目前民進黨的兩岸與外交政策沒有衝突，「我們不會在這個地方製造任何衝突，也不會有任何挑釁的動作」。
10月16日，中國國民黨中央委員會政策委員會專員呂謦煒說，邱義仁說「除非瘋了，否則都不會推動台獨」，羅致政幫腔「台灣不會躁進」，這些說法接近國民黨立場，「民進黨該還給國民黨跟中華民國公道了吧」。10月19日，國立東華大學教授兼喜樂島聯盟主席施正鋒批評，邱義仁「一個堂堂執政黨的代表」卻在國際會議「被逼供」，民進黨公然背叛台灣人的寄望。10月20日，呂秀蓮在Yahoo奇摩發文，質疑號稱「台獨戰略專家」的邱義仁「向中共表什麼態、交什麼心」，並要求邱義仁說明為何在三一九槍擊事件
記者會露出微笑。11月13日，精神科醫師林進嘉說，民進黨追求不統不獨的立場已經非常清楚，民進黨以為不統不獨是台灣主流民意，「為求己身權力而迎合之」，無法再為理想引領風潮。
2021年7月4日，陳水扁主持的「微微笑廣播網」節目《有夢上水》訪問邱義仁。陳水扁問，邱義仁曾經與林濁水反對民進黨修改台獨黨綱，為何2020年邱義仁在喬治城大學視訊會議說出那樣的話？邱義仁說，他在喬治城大學視訊會議說的是「宣布台灣獨立，現在不適當」，台獨是民進黨的目標與理想，但要修改什麼，茲事體大。陳水扁附和邱義仁，說「這是我們的神主牌耶」。邱義仁說，政府要考量實際上的對外關係，台灣「宣布獨立」這個事情「說起來很殘酷，要考慮國際形勢，要考慮中國可能的作為」；如果台灣現在要宣布獨立，不但引起大家緊張，台灣內部也不和，「甭說中國會打我們，據我的了解：美國根本就不贊成。台灣作為法律上獨立的國家，已經不是台灣人民自己可以決定的事情。」邱義仁說，「黨有這個目標，是有價值的；但現實上，要考慮國際情勢包括美國反應，跟國內情形。現實跟理想中間怎麼去努力，這是我講那些話主要要提醒的目的。」同日，台灣民意教育基金會董事長游盈隆表示，邱義仁等於宣布台獨運動是一個危險且失敗的政治運動，「而這竟然是民進黨二次執政後的結論」。
7月5日，中國國民黨主席江啟臣表示，按照邱義仁的說法，台獨不可行，台獨會引發緊張、衝突、甚至戰爭，連美國都反對台獨，那麼為何民進黨還要欺騙台灣人民；蔡英文身為中華民國總統，應該公開宣示並且正告邱義仁，要捍衛中華民國、反對台獨。民進黨立委劉世芳說，邱義仁的說法並未脫離〈台灣前途決議文〉。民進黨立委許智傑說，美國不是不支持台獨，而是「時機未到」。
7月6日，施正鋒表示，不少人認為，台灣有國旗、國歌、憲法、政府及軍隊，所以是國家；但是，這些只是「國家打造」。施正鋒批評，即使台灣再怎麼民主化，台灣看人臉色、任人擺布，連起碼的實質自主都沒有，遑論法理獨立；公然高舉免戰牌，儼然葉名琛，擦脂抹粉，掩飾不了小媳婦的心態。同日，國民黨副秘書長黃奎博表示，「不支持台獨」是多年可見的美國官方立場，邱義仁非常坦白地向民進黨與台獨支持者交代台獨的困境；以邱義仁與民進黨政權關係之深，邱義仁的言論一定經過縝密計算，在中共政權與美國雙重壓力下，向中共政權喊話、也向美國交心。
7月9日，台灣民族黨總顧問劉重義批評，民進黨不但沒有推動台獨的意願，反而強力阻止台灣民間推動對台獨有利的活動，「這種無民族尊嚴的台灣本土政黨，會將台灣帶上南越的死路」。
7月25日，陳水扁在《有夢上水》訪問立法院院長游錫堃，兩人認為邱義仁的觀點比較現實面，目前美國不同意、不支持台灣獨立，「邱沒講錯，但確實有想像空間」。
2023年9月27日，民進黨創黨元老魏耀乾在民進黨「創黨先進聯誼餐會」會場外批評，邱義仁、賴清德等新潮流系政治人物宣稱「誰再主張台灣是一個主權國家，就是瘋子」。

## 影視形象
| 年分 | 作品 | 演員   |
| ---- | ---- | ------ |
| 2008 | 彈道 | 張國柱 |
| 2019 | 幻術 | 張正元 |

## 外部連結
- 中華民國外交部全球資訊網-主管簡歷-邱義仁 （页面存档备份，存于）

| 政党职务         | 政党职务                                                                              | 政党职务                           |
| ---------------- | ------------------------------------------------------------------------------------- | ---------------------------------- |
| 民主進步黨       |                                                                                       |                                    |
| 前任： 蘇貞昌    | 民主進步黨秘書長 第六任 1995年7月3日－1998年12月25日                                  | 繼任： 游錫堃                      |
| 中華民國政府職務 |                                                                                       |                                    |
| 總統府           |                                                                                       |                                    |
| 前任： 丁渝洲    | 國家安全會議秘書長（首次） 第六任 2002年3月7日－2003年2月5日                          | 繼任： 康寧祥                      |
| 前任： 陳師孟    | 總統府秘書長（首次） 第二十任 2003年2月6日－2004年5月20日                             | 繼任： 蘇貞昌                      |
| 前任： 康寧祥    | 國家安全會議秘書長（再次） 第八任 2004年5月20日－2007年2月6日                         | 繼任： 陳唐山                      |
| 前任： 陳唐山    | 總統府秘書長（再次） 第二十四任 2007年2月6日－2007年5月20日                           | 繼任： 卓榮泰（代理） 正任：葉菊蘭 |
| 行政院           |                                                                                       |                                    |
| 前任： 魏啟林    | 行政院秘書長 第二十一任 2000年10月6日－2002年2月1日                                   | 繼任： 李應元                      |
| 前任： 蔡英文    | 行政院副院長 第二十七任 2007年5月21日－2008年5月6日                                   | 繼任： 張俊雄（代理） 正任：邱正雄 |
| 前任： 蔡英文    | 行政院消費者保護委員會主任委員 第十一任，行政院副院長兼任 2007年5月21日－2008年5月6日 | 繼任： 張俊雄（代理） 正任：邱正雄 |